# مومو (ایزد)
مومو (خط میخی: 𒀭𒈬𒌝𒈬، dmu-um-mu؛ به صورت لوگوگرام 𒀭𒌣، dDÉ) خدایی بین‌النهرینی بود. چنین فرض می‌شود که که نام او از کلمه اکدی mummu، «نیروی آفریننده» گرفته شده است. مومو علاوه بر کارکرد به عنوان یک تئونیم، لقبِ خدایان متعدد دیگر نیز بوده است که نقش مربوطهٔ آنها را در جایگاه خالق برجسته می‌کند. متن‌های آیینی نشان می‌دهد که مومو به عنوان یک شخصیت غیرفعال، مشابه خداییانی مانند انمشارا یا کینگو تلقی می‌شد.
مومو بیشتر از طریق شعر حماسی انوما الیش شناخته می‌شود و در آنجا او به عنوان خدمتکار آپسو (به طور غیرمعمول به عنوان یک خدایی جان‌بخشی‌شده و نه حجم فراطبیعیِ آب در نظر گرفته می‌شود) است که در کنار اربابش از ائا شکست می‌خورند. گواهی‌های خارج از انوما الیش نیز شناخته شده است، اگرچه نسبتاً غیر معمول هستند. اشارهٔ متأخر به مومو در قسمتی از آثار اودموس رودسی که توسط داماسکیوس حفظ شده، شناسایی شده است.

## نام و شخصیت
نام مومو را می‌توان به خط میخی به صورت mu-mu، mu-um یا mu-um-mu نوشت. «تعیین‌کننده الهی» (دینگیر)، علامتی که برای شناسایی تئونیم‌ها استفاده می‌شود، به طور مداوم برای آن به کار نمی‌رفت. علاوه بر املای هجایی آوایی، نوشتار لوگوگرافی به صورت dDÉ نیز گواهی شده است. فرض بر این است که نام مومو با اسم رایج اکدی mummu یکسان است که می‌توان آن را به عنوان «قدرت آفریننده»  یا «روح آفریننده» ترجمه کرد. این نام یک وام‌واژه از زبان سومری است که به احتمال زیاد از کلمه umun («خِرد» یا «مهارت») گرفته شده است، اگرچه دومی هرگز به عنوان یک تئونیم استفاده نشده است. به عنوان جایگزین، مشتق شدن آن از mud به معنای «تولید کردن» یا mú به معنای «(اجازه به) رشد دادن» پیشنهاد شده است. دو کلمهٔ هم‌نام که به سر و صدا (از سومری mu7-mu7) و نوعی شیء چوبی اشاره دارند، ارتباطی با هم ندارند. اکهارت فرام استدلال می‌کند که بر این اساس، مومو را می‌توان به عنوان تجسم یک نیروی خلاق انتزاعی در نظر گرفت.
در متون آیینی، مومو مانند شخصیت‌هایی چون کینگو یا انمشارا، در جایگاه یک خدایی آغازینِ ساکن در جهان زیرین در نظر گرفته می‌شد و معمولاً از خدایانی که هنوز در زمان حال فعال در نظر گرفته می‌شدند، مانند انلیل یا ائا، جدا نگه داشته می‌شد.
در انوما الیش، مومو نقش وزیر الهی (سوکال) و مشاور (تملاکو) آپسو را ایفا می‌کند. او را گاهی می‌توان با پاپسوکال یا ایلابرات، که به عنوان خداییانِ خدمتگزار شناخته می‌شدند، برابر دانست. با این حال، مشخص نیست که آیا سنتی مبنی بر به تصویر کشیدن مومو در چنین نقشی مستقل از انوما الیش وجود داشته است یا خیر.
با توجه به ارتباط او با آپسو و به تبع آن با تیامات، پیشنهاد شده که مومو نمایانگر مه برخاسته از آب‌های آغازین است که توسط آنها تجسم یافته است. با این حال، این فرض به طور گسترده پذیرفته نشده است.

### لقبی برای خداییان دیگر
عبارت مومو علاوه بر اینکه به عنوان یک تئونیم عمل می‌کند، به عنوان لقبی برای خداییان دیگر، معمولاً ائا، و همچنین ایشتار، نبو، مردوک و تیامات نیز به کار رفته است؛ این اصطلاح همواره برای اشاره به آنها به عنوان خالق استفاده می‌شده است.

## شمایل‌نگاری
فرانس ویگرمن فرض می‌کند که مومو با سر قوچ تصور می‌شد و اظهار می‌کند که نام او ممکن است با نام‌آوایی برای صدای بع‌بع گوسفند، مو-مو، مرتبط بوده باشد. ویلفرد جی. لمبرت اظهار داشت که در هنر، مومو ممکن است حداقل از دوره کاسی‌ها به بعد به صورت یک گوسفند وحشی به تصویر کشیده شده باشد. کتیبه‌ای از دوران سلطنت نازی-ماروتاش بیان می‌کند که او می‌تواند به عنوان نمادی از اِئا در کودورو باشد، و در کنار بز-ماهی، شناخته‌شده‌ترین تصویر نمادینِ این خدا در این آثار، سر یک حیوان شاخدار است که ممکن است یک گوسفند وحشی باشد.

## پرستش
به گفته ویلفرد جی. لمبرت، قدیمی‌ترین شواهد برای پرستش مومو، دو نام تئوفوریک است، mu-mu-sa-tu در اکدی باستان («مومو یک کوه است») و mu-mu-ì-lum در دوره اور سوم («مومو یک خداست»؛ که از لوحی مربوط به چهارمین سال سلطنت شو-سین شناخته شده است). علاوه بر این، یک سر گرز که به مومو (dmu-mu) اهدا شده شده و مربوط به دوره شاکاناکو است، از ماری شناخته شده است. با این حال، مانفرد کربرنیک اظهار می‌کند که مشخص نیست آیا این گواهی‌ها به همان خدایی اشاره دارند که به عنوان مومو از منابع بعدی شناخته شده است یا خیر.
پس از وقفه‌ای در گواهی‌ها، مومو در کتیبه‌ای بر روی سنگ مرزی (کودورو) از دوران سلطنت پادشاه کاسی نازی-ماروتاش دیده می‌شود که در آن او به عنوان یکی از دو نماد اِئا توصیف شده، و نماد دیگر suḫurmašû (بز- ماهی) است.
آیینی برای گشایش رودخانه از هزاره اول پیش از دوران مشترک که به واسطه لوحی تکه‌تکه شده از نینوا شناخته شده است، تهیهٔ دیسک‌های نقره‌ای برای مومو، کینگو و اشرت-نبنیسو و تقدیم انبوهی از آرد و خرما، ظروف میرسو، یک ظرف باده‌ریزی، یک مجمر سرو کوهی و یک گوسفند را برای آنها را مقرر می‌کند. تئونیم اشرت-نبنیسو را می‌توان به معنای «دَه آفریدهٔ او» ترجمه کرد و ممکن است با ده موجودی که به کینگو در انوما الیش کمک می‌کنند، مطابقت داشته باشد، در این صورت ممکن است نشان دهد که این گروه‌بندی منعکس‌کنندهٔ وضعیت همه این شخصیت‌ها است که به عنوان دشمنان شکست‌خوردهٔ خدایان در این شعر تصویر شده‌اند.
مومو همچنین در یکی از دو گونهٔ فهرست خداییانی که به عنوان «انلیل‌های شکست‌خورده» در دستورالعملی برای آماده‌سازی طبل آیینی توصیف شده‌اند، آمده است. نام انلیل در این بافتار به عنوان یک تئونیم استفاده نشده، بلکه بیشتر به عنوان یک لقب به کار رفته است، و مشابه آنچه در مورد گروه‌هایی از خداییان که در متون نجومی به عنوان «انلیل‌ها» از آنها یاد می‌شود، به کار می‌رود. اصطلاح «انلیل‌های شکست‌خورده» احتمالاً به سنتی مربوط به انمِشارا و هفت پسرش مرتبط است. در گونهٔ دوم این فهرست، پاپسوکال جایگزین مومو شده که به گفته لمبرت احتمالاً نشان‌دهنده نقش مشترک آنها به عنوان وزیر یک خداییِ دیگر است.

## اساطیر

### انوما الیش
مومو در انوما الیش ظاهر می‌شود، اگرچه نقش او در این تصنیف کم اهمیت است. او به عنوان وزیر (سوکال) آپسو معرفی شده است. او در جلسه‌ای بین سَرورش و تیامات شرکت می‌کند و بعداً به او توصیه می‌کند که خدایان جوانی را که خواب او را مختل می‌کنند، نابود کند. سلنا ویزنوم پیشنهاد می‌کند که این صحنه نشان می‌دهد که آپسو حاکم بدی است و از خود خِرد ندارد، در عوض باید بر مومو تکیه کند، برخلاف مردوک قهرمان حماسه که خِرد او ذاتی توصیف می‌شود.
پس از اینکه ائا آپسو را شکست می‌دهد، او همچنین کنترل مومو را به دست می‌گیرد. متعاقباً مومو چنین توصیف می‌شود که توسط ائا با طنابِ هدایت (ṣerretu) نگه داشته شده است، استعاره‌ای رایج که به کنترلِ شخص دیگری اشاره دارد. با این حال، این امکان نیز وجود دارد که منظور از طنابِ هدایت تحت‌اللفظی باشد، زیرا پیشنهاد شده است که مومو به عنوان یک گوسفند وحشی و نه یک شخصیت انسان‌انگاری‌شده تصور می‌شد. ائا سپس مومو را در سکونتگاه خود زندانی می‌کند. چنین فرض می‌شود که این قسمت یک توضیح سبب‌شناسی برای ارتباط اثبات‌شدهٔ ائا با خِرد و مهارت است. معلوم نیست که آیا یک افسانهٔ مستقل مربوط به ائا و مومو قبلاً در گردش بوده است یا خیر.
مومو (mummu) علاوه بر یک شخصیت جداگانه، به عنوان لقب تیامات در انوما الیش نیز به کار رفته است. ممکن است که این امر تحت تأثیر شباهت آوایی به کلمه ummu، «مادر» بوده باشد، زیرا متن مربوطه او را به‌عنوان «پدیدآورندهٔ همه آنها» (mu’allidat gimrīšun) توصیف می‌کند. در ترجمه‌های اولیه که اکنون منسوخ شده‌اند، به اشتباه تصور می‌شد که مومو در کنار تیامات ذکر شده است.
مومو همچنین سی و چهارمین نامی است که در بخش پایانی تصنیف به مردوک اعطا شده است. او در قسمت مربوطه به عنوان خالق آسمان و زمین معرفی شده که بازتاب معنای لقب او است. این احتمال وجود دارد که نام بعدیِ ذکرشده، Zulummu، بر اساس شباهت آوایی انتخاب شده باشد.